# Joseph Souham
Joseph Souham   (Libèrçac, 30 d'abril de 1760 - Versalles, 28 d'abril de 1837) fou un militar francès que lluità a les Guerres de la Revolució Francesa i a les Guerres Napoleòniques, arribant al grau de general de divisió de l'Imperi.

## Biografia
Va néixer a Lubersac (occità: Libèrçac), a la Corresa, el 1760. Entre el 1782 i 1786 va servir amb els cuirassers del rei. Quan esclatà la Revolució Francesa va prendre partit pels revolucionaris. El 1792 s'enrolà al II batalló de Voluntaris de la Corresa amb els qui lluità a les batalles de Jemappes i de Dunkerque amb el grau de tinent-coronel.
El 1793 rebé el grau de general de brigada el 30 de juliol i el de general de divisió el 20 d'agost. Va prendre part a la campanya de Flandes del 1794. El 29 abril les seves tropes venceren als austríacs prop de Kortrijk i el 18 maig a la batalla de Tourcoing, quan el cap de l'exèrcit Charles Pichegru va caure, prengué el comandament i portà els seus homes a la victòria.
El 1799, sospitós d'haver participat en intrigues monàrquiques fou apartat del servei. L'any següent fou readmès a l'exèrcit i participà en la campanya del Danubi. Però, es va veure embolicat en nou complot amb els seus antics caps, Moreau i Pichegru i va haver de deixar novament l'exèrcit entre 1800 i 1808.
El 1808 fou destinat a l'exèrcit de Catalunya sota les ordres del general Saint-Cyr. Fou ferit a la batalla de Vic, el que l'hi valgué el títol de comte. El 1812, André Masséna el va posar al front de l'exèrcit de Marmont que havia estat vençut a la batalla dels Arapiles. Quan el mariscal Marmont va ser ferit a la batalla de Salamanca el 1812, el mariscal André Masséna, que no va poder assumir el càrrec ell mateix, va recomanar Souham per al càrrec. Aquest últim es va enfrontar així a Wellington, i amb hàbils maniobres va fer retrocedir el general aliat de Burgos i va recuperar el terreny perdut a Salamanca. El gener de 1813, va ser cridat a França.
El 1813 va rebre el comandament d'una de les divisions del mariscal Michel Ney. A les seves ordres va lluitar a les batalles de Lützen i de Leipzig.
Va prendre part pels Borbons en la primera i segona restauracions. Es retirà el 1832 i morí a Versalles el 28 d'abril de 1837. El seu nom està gravat l'Arc de Triomf de París.